# Батільда Ангальт-Дессауська
Батільда Амальгунда Ангальт-Дессауська (нім. Bathildis Amalgunde von Anhalt-Dessau, 29 грудня 1837 — 10 лютого 1902) — принцеса Ангальт-Дессауська з роду Асканіїв, донька принца Фрідріха Августа Ангальт-Дессау та Марії Луїзи Гессен-Кассельської, дружина принца Вільгельма Шаумбург-Ліппського.

## Життєпис

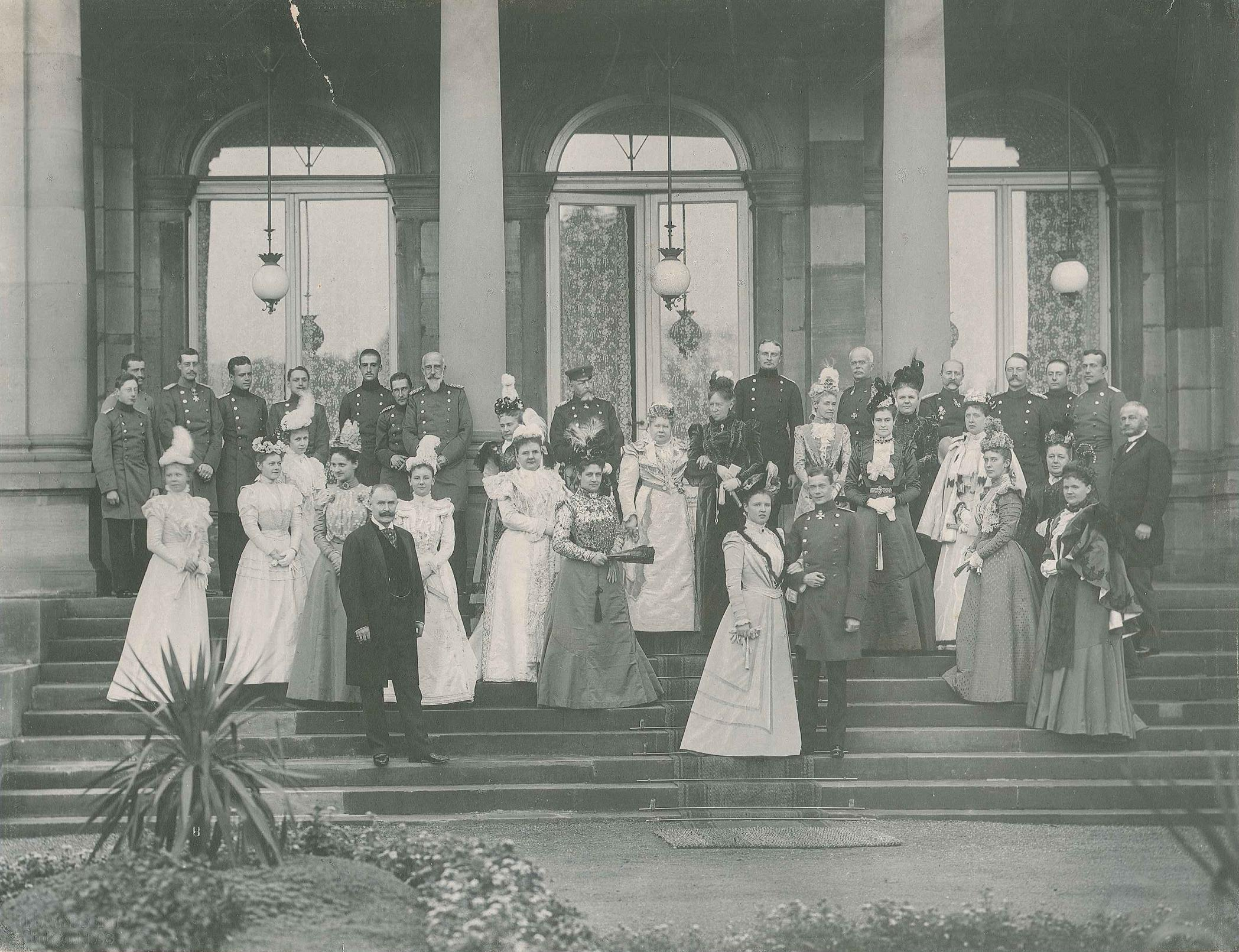
Вільгельм (останній справа) та Батільда (передостання справа) у 1898

Батільда Амальгунда народилась 29 грудня 1837 року в Дессау. Вона була другою донькою в родині принца Ангальт-Дессау Фрідріха Августа та його дружини Марії Луїзи Гессен-Кассельської. В сім'ї вже росла дочка Адельгейда Марія, а за два роки народилася сестра Хільда Шарлотта.
У 24 роки Батільда стала дружиною принца Вільгельма Карла Августа Шаумбург-Ліппського. Весілля відбулося 30 травня 1862 року в Дессау. У шлюбі народила дев'ятеро дітей, з яких вижило вісім
Батільда померла 10 лютого 1902 року в 64-річному віці. Вільгельм пішов з життя чотири роки потому.

## Родина
Чоловік — Вільгельм Шаумбург-Ліппський (1834—1906)
Діти:
- Шарлотта (1864—1946) — була одружена із королем Вюртемберга Вільгельмом II, дітей не мала;
- Франц Йозеф (1865—1881) — помер у віці 15 років;
- Фрідріх (1868—1945) — був двічі одружений, мав п'ятеро дітей;
- Альбрехт (1869—1942) — був двічі одружений, мав чотирьох дітей від першого шлюбу;
- Максиміліан (1871—1904) — був одружений з герцогинею Ольгою Вюртемберзькою, мав трьох синів;
- Батільда (1873—1962) — була одружена із князем Вальдек-Пірмонту Фрідріхом, мала трьох синів і доньку;
- Адельгейда (1875—1971) — була одружена із герцогом Саксен-Альтенбурзьким Ернстом II, мала четверо дітей
- Александра (1879—1949) — в шлюб не вступала.